# باسينيانا
باسينيانا (بالإيطالية: Bassignana)‏ هي بلدية في مقاطعة ألساندريا في إقليم بييمونتي في إيطاليا.

## السكان
في سنة 1861 بلغ عدد السكان 3٬493 نسمة، وتطور العدد ليصل في سنة 2011 لـ 1٬742 نسمة.
يظهر هذا المخطط البياني تطور النمو السكاني لـ باسينيانا